# Mercury-Redstone BD
Mercury-Redstone Booster Development (MR-BD) war die letzte unbemannte Mission zum Test der Redstone-Rakete im Rahmen des amerikanischen Mercury-Programms. Dabei wurde eine Kapselattrappe mit einer Rettungsraketenattrappe verwendet.
Vor einem bemannten Start mit einer Redstone-Rakete wollte man die Probleme, die bei Mercury-Redstone 2 aufgetreten waren, gelöst haben.
Der Grund für die übermäßige Beschleunigung beim vorherigen Flug war ein defektes Ventil, das den Fluss von Wasserstoffperoxid zum Dampfgenerator regelte, wodurch die Treibstoffpumpen zu schnell liefen. Daher wurde bei dieser und den folgenden Mercury-Redstone-Missionen die Rakete modifiziert, um dieses Problem zu beheben. Außerdem wurde die Rakete durch vier Verstärkungen unempfindlicher gegen Vibrationen gemacht. Die Kapsel wurde, wie vorgesehen, nicht von der Rakete getrennt. Das Gespann erreichte eine maximale Geschwindigkeit von ca. 8200 km/h und eine Gipfelhöhe von ca. 180 km. Es schlug 494 km vom Startplatz entfernt im Atlantik ein und versank dort.
Da alle gesetzten Ziele der Mission erreicht wurden, wurde die Rakete für bemannte Flüge freigegeben.